# 미나스 데 파시온
《미나스 데 파시온》(스페인어: Minas de pasión)는 2023년 방영된 멕시코의 텔레노벨라이다.